# Altice Arena
Altice Arena (alternatywna nazwa Pavilhão Atlântico, dawniej MEO Arena) – hala widowisko-sportowa położona w Parque das Nações w Lizbonie. Arena ma pojemność do 20 tys. widzów, co czyni ją największym obiektem widowiskowo-sportowym w Portugalii. 
W 2012 roku Pavilhão Atlântico został zakupiony przez konsorcjum za kwotę 21,2 mln euro. 15 maja 2013 roku stwierdzono, że Portugal Telecom (PT) zamknęła transakcję nabycia prawa do nazwy areny, zmieniając jej nazwę na MEO Arena. W październiku 2017 obiekt zmienił nazwę na Altice Arena.

## Artyści występujący na Altice Arena
Na arenie występowały następujące gwiazdy światowego formatu: 30 Seconds to Mars, 50 Cent, 5 Seconds of Summer, ABC, Adele, Aerosmith, Alicia Keys, Anastacia, Andrea Bocelli, Charles Aznavour, The B-52’s, Backstreet Boys, Ben Harper, Beyoncé Knowles, Biffy Clyro, The Black Eyed Peas, The Black Keys, The Blackout, Blink-182, Bob Dylan, Britney Spears, Bruno Mars, Bryan Adams, Busta Rhymes, Belinda Carlisle, Coldplay, The Corrs, The Cure, Dave Matthews Band, Deep Purple, Depeche Mode, The Doors, Eagles, Elton John, Eric Clapton, Eros Ramazzotti, Enrique Iglesias, Foreigner, George Michael, Ghost, Green Day, Guns N’ Roses, Hardwell, Il Divo, Incubus, Iron Maiden, Jack Johnson, Jennifer Lopez, Joaquín Cortés, Joe Cocker, Juanes, Judas Priest, Leonard Cohen, Lemar, Limp Bizkit, Linkin Park, Justin Bieber, Julio Iglesias, Korn, Kylie Minogue, Lady Gaga, Lenny Kravitz, Madonna, Madness, Marillion, Marilyn Manson, Meat Loaf, Megadeth, Metallica, Miley Cyrus, Moby, Muse, Nik Kershaw, Oasis, The Offspring, One Direction, OneRepublic, Pearl Jam, Pink, Plácido Domingo, The Prodigy, The Pussycat Dolls, Queen + Adam Lambert, Rammstein, Red Hot Chili Peppers, Rick Astley, Ricky Martin, Rihanna, Roger Waters, Santana, Sarah Brightman, Scorpions, Shakira, Slayer, Slipknot, The Stranglers, Supertramp, Testament, Tokio Hotel, U2, UB40, Westlife, Whitesnake, The Who, Kim Wilde, Robbie Williams, Yes.
W 2005 w obiekcie zorganizowano galę MTV Europe Music Awards 2005; w 2018 odbył się tu 63. Konkurs Piosenki Eurowizji.